# Wolfsgruben (Ritten)
Wolfsgruben, italienische Bezeichnung Costalovara, nach dem Ersten Weltkrieg kurzzeitig Fossalupara,  ist eine Fraktion der Gemeinde Ritten in Südtirol.
Die verstreute Ortschaft liegt am Rittner Berg nördlich von Bozen auf etwa 1200 Meter Meereshöhe und ist insbesondere für den Wolfsgrubner See bekannt.
In Wolfsgruben befindet sich eine Haltestelle der Rittner Bahn, die Maria Himmelfahrt mit Klobenstein verbindet. Durch die Ortschaft führt eine Landesstraße, die von Weber im Moos nach Oberbozen führt.

## Name
Der Ortsname ist in den Jahren von 1215 bis 1218 in einem Einkünfteverzeichnis des Hochstifts Trient mit Morung de Golforobe und Gottschalk de Golfram ersturkundlich genannt und auf eine ehemalige Fallgrube für den Wolfsfang zurückzuführen. Im Jahr 1387 ist der Ortsname als ad Wolfgruben super Rittinam urkundlich belegt.

## Sehenswürdigkeiten
Bekannt ist die Ortschaft insbesondere für den Wolfsgrubner See, der auch als Badesee genutzt wird.
Die Ortsmitte wird von dem spätbarocken Kirchlein zum hl. Josef markiert. Der schlichte, direkt an der Durchgangsstraße gelegene Bau mit Zwiebeltürmchen wurde in den Jahren 1726/29 errichtet. Die neuromanische Einrichtung wurde von Josef Überbacher entworfen.
Im Plattner-Hof befindet sich ein Imkereimuseum.